# Еднопреходен транзистор
Еднопреходен транзистор (на английски: Unijunction transistor, (UJT)) е полупроводников електронен прибор.

## История
Първия подобен транзистор е патентован през 1953 година от Дженерал Илектрик.

## Конструкция
Еднопреходният транзистор има три терминала: емитер (Е) и две бази (В1 и В2), така че понякога е известен като „двойно-базов диод“.

## Класификация
- Еднопреходен транзистор класически
- Еднопреходен транзистор допълващ
- Еднопреходен транзистор програмиран